# Gelmir de Nargothrond
Gelmir de Nargothrond es un personaje ficticio que forma parte del legendarium creado por el escritor británico J. R. R. Tolkien y que aparece en sus novelas póstumas El Silmarillion y Los hijos de Húrin. Es un elfo noldo y un príncipe de una familia noble de Nargothrond. Su padre es Guilin, el señor de su familia.
Fue capturado por los ejércitos de Morgoth en la Dagor Bragollach. Fue mutilado y asesinado como acto de provocación delante del ejército de elfos Noldor, dirigido por Fingon el Valiente, en la Nírnaeth Arnoediad. Su hermano, Gwindor, dirigió la carga furiosa contra los ejércitos de Morgoth que tuvo lugar en las praderas de Anfauglith.
- Datos: Q5876648